# Pánczél Lajos
Pánczél Lajos Gáspár (Temesvár, 1897. január 10. – Budapest, 1971. március 16.) magyar újságíró, író, lapszerkesztő, forgatókönyvíró, filmtörténész.

## Élete
Pánczél Lajos néptanító, az újpesti Attila utcai elemi iskola igazgatója és Czibulka Mária Terézia (1876–1937) fia. Anyja közeli rokonságban állt Tüköry Lajossal. Miután szülővárosában végzett gimnáziumi tanulmányaival, újságírói pályára lépett. Első cikke 1915 júniusában a Temesvári Hírlapban jelent meg. 1916-ban Balázs Bélával együtt megalapította a pesti Filmakadémiát. 1917 és 1920 között a Színház és Divat munkatársa volt. 1918-ban Károlyi Mihály hívei közé tartozott. 1920 és 1924 között a Magyar Távirati Iroda, majd egy rövid párizsi tartózkodás után, 1924-től 1938-ig Az Újság című lap munkatársa, s végül 1938 és 1944 között szerkesztője lett. Közben több filmlapot is szerkesztett. 1941-től 1944-ig a Körmendy Kiadó vezető lektora volt. 1945 után a Szabadság című napilap nyomdai olvasószerkesztője lett. Később megindította és 1948-ig szerkesztette a Mozi Élet című filmlapot. 1951-től nyugalomba vonulásáig, 1968-ig az MTI főmunkatársaként dolgozott, de számos lap munkatársa és az újságíróiskola előadója is volt. Délibáb címmel operettet is írt, amelyet 1922-ben a Budai Színkörben mutattak be. A Magyar Újságírók Országos Szövetsége ellenőrzési bizottságának tagja volt.

## Magánélete
Kétszer nősült. 1918. szeptember 1-jén Budapesten feleségül vette Lőwy Juliannát, akitől 1929-ben elvált. Második felesége Friedman Mór és Kohn Hani lánya, Margit volt, akivel 1929. július 28-án Budapesten kötött házasságot. Első házasságából született Pánczél György (1920) filmtörténész.

## Főbb művei
- 2:1. Regény a futball világából (Budapest, 1922)
- Pereg a film (Budapest, 1923)
- Jackie Coogan (Budapest, 1924)
- Drakula halála – fantasztikus filmregény, Filmkönyvek 6., Temesvár, 1924
- Az én hangos mozim (Budapest, 1930)
- Szabad egy tangót? (regény, Budapest, 1932)
- Yturbidé második halála (regény, Budapest, 1933)
- Ágról szakadt úrilány (regény, Budapest, 1943)
- Az 50 éves mozi (Budapest, 1946)
- A hír útja (Budapest, 1957)
- A film világtörténete (A Kultúra Világa című sorozatban; Budapest, 1960)
- Délibáb (operett, 3 felvonásban, társszerző: Siliga Ferenc, zeneszerző: Szekeres Ferenc, Budapest, 1922)

## Filmjei

### Szereplő
- Pán (1920)

### Forgatókönyvíró
- Muki (1943)
- Menekülő ember (1943)
- Ágrólszakadt úrilány (1943)
- Zörgetnek az ablakon (1943, Juhász Józseffel)

### Rendező
- Mesél a film (1946)